# يو إف سي على فوكس: مايا ضد كونديت
يو إف سي على فوكس: مايا ضد كونديت (بالإنجليزية: UFC on Fox: Maia vs. Condit)‏ هو حدث لفنون القتال المختلطة نظمته يو إف سي، أُقيم في 27 أغسطس 2016، على روجرز أرينا في فانكوفر، كولومبيا البريطانية، كندا.